# Biserovus bindae
Genre
Espèce
Synonymes
- Pseudodiphascon bindae Christenberry & Higgins, 1979

Biserovus bindae, unique représentant du genre Biserovus, est une espèce de tardigrades de la famille des Macrobiotidae. 

## Distribution
Cette espèce est endémique d'Alabama aux États-Unis.

## Étymologie
Cette espèce est nommée en l'honneur de Maria Grazia Binda et le genre en l'honneur de Vladimir I. Biserov.

## Publications originales
- Guidetti & Pilato, 2003 : Revision of the genus Pseudodiphascon (Tardigrada, Macrobiotidae), with the erection of three new genera. Journal of Natural History, vol. 37, no 14, p. 1679-1690.
- Christenberry & Higgins, 1979 : A new species of Pseudodiphascon (Tardigrada) from Alabama. Transactions of the American Microscopical Society, vol. 98, no 4, p. 508-514.